# Prophysaon andersoni
Prophysaon andersoni är en snäckart som först beskrevs av James Graham Cooper 1872.  Prophysaon andersoni ingår i släktet Prophysaon och familjen skogssniglar. Inga underarter finns listade i Catalogue of Life.